# Drymeia pollinosa
Drymeia pollinosa är en tvåvingeart som först beskrevs av Stein 1907.  Drymeia pollinosa ingår i släktet Drymeia och familjen husflugor. Inga underarter finns listade i Catalogue of Life.